# John Easdale
John Hollywood Millar Easdale (* 16. Januar 1919 in Dumbarton; † 4. Mai 1999 in Ontario) war ein schottischer Fußballspieler. Als Mittelläufer gehörte er zum Kader des FC Liverpool, der in der Saison 1946/47 die englische Meisterschaft gewann.

## Sportlicher Werdegang
Easdales Talent als Fußballer wurde von Willie Sloan – dem schottischen Scout des FC Liverpool – entdeckt, der ihn dann, wie auch George Paterson, erfolgreich an die „Reds“ vermittelte. Easdale unterzeichnete Ende Februar 1937 einen Vertrag in Liverpool, kam aber in der Folgezeit nicht über Einsätze in der Reservemannschaft hinaus. Dazu kam, dass der Zweite Weltkrieg für eine langjährige Unterbrechung des Ligaspielbetriebs sorgte. In dieser Zeit bestritt Easdale unter anderem Gastspiele für Brighton & Hove Albion.
Als der Ligaalltag zur Saison 1946/47 wieder startete, war Easdale mit 27 Jahren im besten Fußballeralter. Dazu hatte ihm im Februar 1944 noch Ex-Kapitän Matt Busby eine aussichtsreiche Zukunft in Liverpool prognostiziert. Obwohl er in der Saison 1945/46 noch elf Kriegsligaspiele absolviert hatte, blieb der erhoffte sportliche Durchbruch in der Profielf aber weiter aus. In der Meistersaison 1946/47 des FC Liverpool bestritt Easdale als Vertretung für Laurie Hughes unter Trainer George Kay nur zwei Spiele und blieb dabei am 25. Dezember 1946 gegen Stoke City (1:2) und am 22. März 1947 gegen Derby County (1:1) sieglos. Nach einer weiteren Spielzeit 1947/48 außerhalb der ersten Mannschaft verließ Easdale Liverpool und ließ bei Stockport County in der Spielzeit 1948/49 die aktive Profikarriere mit sechs Drittligaeinsätzen ausklingen.
Er verstarb im Alter von 80 Jahren fernab seiner Heimat im kanadischen Ontario im Mai 1999.